# 白塔岭街道
白塔岭街道，是中华人民共和国河北省秦皇岛市海港区下辖的一个乡镇级行政单位。

## 行政区划
白塔岭街道下辖以下地区：
燕大社区、文昌里社区、职院社区、文耀里社区、企业联合社区、北部联合社区、文体里社区和美岭社区。